# Oh! Calcutta! (musical)
Oh! Calcutta! è una rivista teatrale d'avanguardia ideata dal critico britannico Kenneth Tynan e portato al debutto nell'Off-Broadway nel 1969. Lo spettacolo consiste di una serie di vignette che esplorano tematiche legate al sesso e alla sessualità, con incluse numerose scene di nudo frontale sia maschile che femminile. Ognuna delle scene è stata scritta da un autore diverso - tra cui autori d'alto calibro come Samuel Beckett e Sam Shepard - mentre la colonna sonora è stata firmata da Peter Schickele, Robert Dennis e Stanley Walden.
Nonostante le numerose critiche e accuse di oscenità per le tematiche trattate, Oh! Calcutta! si rivelò un trionfo sia a Londra che a New York. La prima londinese rimase infatti in cartellone per oltre tremilanovecento rappresentazioni, mentre il primo allestimento newyorchese replicò per 1314 rappresentazioni. Successivamente Oh! Calcutta! fu riproposto sulle scene di Broadway, rimanendo in scena all'Edison Theatre per quasi tredici anni tra il 1976 e il 1989.

## Trama

### Atto I
Prologo
Il prologo, Respiro, fu scritto da Samuel Beckett, che successivamente ritirò i diritti e non volle che il proprio contributo rimanesse nel copione.
Taking Off the Robe
Durante il numero d'apertura i ballerini e le ballerine si tolgono gli accappatoi e rimangono nudi mentre cantano "Taking Off the Robe". 
Jack and Jill
Un ragazzo e una ragazza si incontrano in un parco giochi e lui continua a cercare di sedurla, ma lei è restia. Il ragazzo la violenta e la ragazza finisce in coma.
A Suite of Five Letters
Gli attori cantano i testi di cinque lettere che parlano di preferenze sessuali.
Dick and Jane
Una ragazza molto rigida impara a sciogliersi quando il suo amante si ammala.
Will Answer All Serious Replies
Una giovane coppia comincia a nutrire seri dubbi sullo scambismo dopo che una coppia di mezz'età risponde al loro annuncio.
Delicious Indignities
Un ardente spasimante riesce a incontrare a tu per tu la castissima ragazza che ama, solo per scoprire che non è poi così casta come credeva.
Was It Good for You, Too?
Un uomo decide di partecipare a uno studio sulla sessualità, che si rivela però essere una gigantesca farsa. Lo sketch è ispirato alle comiche dei fratelli Marx.

### Atto II
Life Is Over Much Too Soon
Questo sketch è registrato in anticipo e viene proiettato in sale. Gli attori, completamenti nudi, eseguono una danza interpretativa.
One on One
Anche questa sequenza è una danza interpretativa eseguita dal cast (sempre nudo), ma questa volta sul palco davanti al pubblico.
Rock Garden
Mentre un uomo sproloquia riguardo a dipingere la staccionata, il figlio parla di cosa piace davvero alle ragazze.
Four in hand
Un nuovo arrivato a una sessione di masturbazione di gruppo non riesce a pensare a niente su cui masturbarsi.
Una prima bozza del numero fu scritta da John Lennon.
Finale
Tutto il cast torna sul palco per un'ultima canzone e a turno provano a immaginare quello che il pubblico pensa della loro serata a teatro, mentre intonano il brano "Coming Together, Going Together".

## Brani musicali
Atto I
- Prologue
- Taking Off the Robe
- Jack and Jill
- A Suite of Five Letters
- Dick and Jane
- Will Answer All Serious Replies
- Delicious Indignities
- Was It Good for You, Too?
- Who, Whom

Atto II
- Life Is Over Much Too Soon
- One on One
- Rock Garden
- Four in Hand
- Finale

## Creazione e sviluppo
Il critico Kenneth Tynan ebbe l'idea di creare uno spettacolo di rivista a tema erotico nell'estate del 1966. Tynan sperava che Harold Pinter dirigesse la prima, ma Pinter declinò l'offerta. Il libretto fu scritto da Samuel Beckett, John Lennon, Sam Shepard, Leonard Melfi, Edna O'Brien e Jules Feiffer, mentre la colonna sonora fu composta da Peter Schickele, Robert Dennis e Stanley Walden.
Il musical debuttò nell'Off-Broadway il 21 giugno 1969 e dopo diciotte mesi di repliche Oh! Calcutta! fu trasferito dall'Eden Theatre dell'Off-Broadway al Belasco Theatre di Broadway; il musical rimase in scena per 1314 rappresentazioni dal 21 giugno 1969 al 12 agosto 1972. La regia era di Jacques Levy, mentre Margo Sappington curava le coreografie. Il cast comprendeva gli stessi Schickele, Dennis e Walden, oltre alla Sappington, Raina Barrett, Mark Dempsey, Katie Drew-Wilkinson, Boni Enten, Bill Macy, Alan Rachins, Leon Russom, Nancy Tribush e George Welbes.
Il musical ebbe la sua prima londinese a The Roundhouse il 27 luglio 1970 e fu successivamente riproposto al Royalty Theatre del West End il 30 settembre dello stesso anno. Oh! Calcutta! rimase in cartellone al Royalty fino al 27 gennaio 1974 e fu poi riproposto al Duchess Theatre dal 28 gennaio dello stesso anno fino al febbraio 1980, per un totale di 3918 rappresentazioni.
L'Edison Theatre di Broadway ospitò il primo revival di Broadway del musical, rimasto in cartellone per 5959 rappresentazioni dal 24 settembre 1976 al 6 agosto 1989. Levy e la Sappington tornarono a curare la regie e le coreografie. Il musical rimase in scena per talmente tanto tempo da diventare, per un breve periodo, il musical più longevo a Broadway e, al 2021, Oh! Calcutta! è l'ottavo spettacolo più longevo nella storia di Broadway. Nel 1977 lo show ebbe la sua prima spagnola al Teatro Príncipe di Madrid, con la regia di Juan José Alonso Millán, che curò anche la traduzione in lingua spagnola.